# Sumqayıti pogrom
A sumqayıti pogrom a késői Szovjetunió első tömeges erőszakhulláma volt a mai Azerbajdzsán területén fekvő Sumqayıt (oroszból átírva Szumgait) nevű városban 1988. február 28-29-én. A hegyi-karabahi történések miatt felháborodott azeriek örményeket támadtak meg, sokat közülük meggyilkoltak. A széteső Szovjetunió nem volt felkészülve az ilyen eseményekre, ezért csak nagyon nehezen, sok örmény számára későn született meg a döntés a hadsereg bevetéséről.

## Előzmények
Sumqayıt iparváros volt, amelynek lakossága az 1980-as évekre 250 ezerre duzzadt. Az emberek rendkívül rossz körülmények között éltek, különösen nagy probléma volt a lakáshiány. Sokan munkásszállón éltek, a vegyi gyárak miatt rendkívül szennyezett volt a levegő. A csecsemőhalandóság olyan magas volt, hogy külön gyermektemető működött a városban. A lakosok átlagéletkora 25 év volt, és minden ötödiknek volt már összetűzése az igazságszolgáltatással. A városban 14 ezer örmény élt.
1988. február 20-án az Azerbajdzsánhoz tartozó Hegyi-Karabah regionális tanácsa megszavazta az örmény többségű autonóm terület egyesülését Örményországgal. Ezzel párhuzamosan hatalmas tömegtüntetéseket és sztrájkokat tartottak az egyesítés mellett Jerevánban. Február 25-én nagyjából egymillió ember, Örményország lakosságának egynegyede gyűlt össze Jereván utcáin.
Hegyi-Karabahban etnikai zavargások voltak, sok azeri otthona elhagyására kényszerült. Ők Azerbajdzsánban találtak menedéket, sokan Sumqayıtban. Bakuban a menekültek érkezése csak növelte a feszültséget és a visszavágás szándékát. A fővárosi hatóságok határozott fellépése megakadályozta a helyzet eldurvulását. Az intézkedések részeként lezárták a várost a nagyjából 35 kilométerre fekvő Sumqayıtból Bakuba dolgozni érkező munkások előtt.
Sumqayıtban február 26-án 40-50 ember tüntetett a Lenin téren a karabahi történések ellen. Másnap a demonstrálók száma néhány százra emelkedett. A téren elhangzott beszédek központi témája Hegyi-Karabah tervezett elszakadása volt. Felszólalt egy férfi is, akit karabahi otthonából kergettek el, és arról beszélt, hogy felesége családjának több tagját megölték az örmények.
Az első erőszakos cselekményeket este a piac és a mozi környékéről jelentették. A helyi rendőrség, amelynek mindössze egyetlen örmény tagja volt, nem tett semmit. Felbátorította az örmények elleni bosszúra készülőket, hogy Alekszandr Katuszev a Szovjetunió főügyészének helyettese a televízióban és rádióban megerősítette, hogy Hegyi-Karabahban két fiatal azerit megöltek az ott többségben élő örmények.

## Február 28.
Február 28-án vasárnap dühös tömeg gyűlt össze a város főterén. Dzsahangir Muszlimzade a helyi kommunista városi pártbizottság titkára is felszólalt a gyűlésen, aki arról biztosította az embereket, hogy Hegyi-Karabahot soha nem adják át, valamint felszólította a tömeget, hagyják szabadon távozni az örményeket Sumqayitból. Ez nagyjából este fél hétkor történt. Később Muslimzadát, kezében egy azeri zászlóval, a tüntetők élén látták masírozni. Később azt állította, úgy próbálta vezetni az embereket, hogy a tömeg elhagyja a belvárost. A menet vége több kisebb csoportra szakadt, amelyek örményekre kezdtek vadászni.

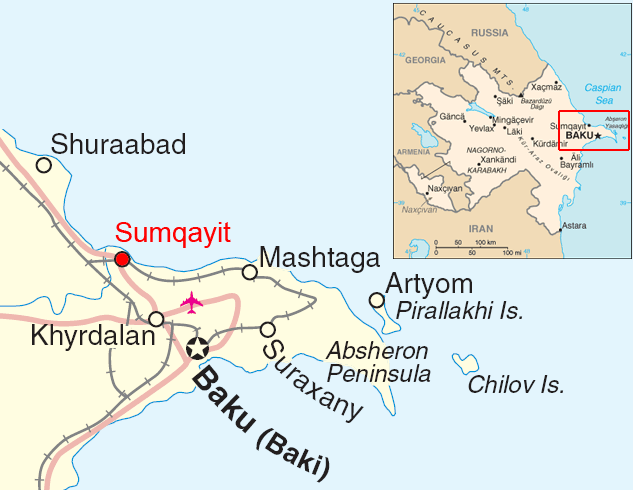
Szumgait elhelyezkedése

Békeidőben a Szovjetunióban hasonló nem történt: 10-50 tagú bandák tomboltak az utcákon, ablakokat törtek, autókat gyújtottak fel. A pogrom központja a buszpályaudvar környéke volt. Az azeriek örményeket gyilkoltak meg, olykor olyan brutálisan, hogy a baltával összeszabdalt embereket nem lehetett azonosítani. Nőket többszörösen megerőszakoltak, felgyújtottak. A túlélők visszaemlékezései szerint a támadó bandák több hullámban törtek rájuk, voltak akik törtek-zúztak, mások elrabolták az értékeiket, megint mások kegyetlenkedtek és gyilkoltak. Az első csoportba vandálkodó tizenévesek tartoztak, míg a gyilkosok között általában Karabahból elűzött falusiak és a városszéli közös szállókon lakó munkások voltak, általában negyven év alattiak.
A visszaemlékezések szerint a támadók különösen vigyáztak a tévékészülékek épségére és a gyerekekre. Helyenként az örményeknek sikerült ellenállniuk, ők hat azerit öltek meg. Mivel a támadók házi készítésű fegyverekkel voltak felfegyverkezve és listáik voltak az örményekről, többen úgy vélik, hogy készültek a pogromra.
A helyi rendőrök a pogrom idején nem avatkoztak közbe. Számos azeri, köztük a helyi kommunista ifjúsági szövetség tagjai azonban megpróbáltak segíteni az örményeken. Sokukat a város központjában álló kultúrpalotában helyeztek el. Baku mindössze félórás autóútra fekszik Sumqayıttól, a hatóságok mégsem küldtek időben rendfenntartó erőket, mert egész nap arra vártak, hogy felsőbb döntés szülessen a csapatok bevetéséről. Hiába kértek a helyszínre este kiérkező moszkvai illetékesek is beavatkozást, órák teltek el, mire a szovjet belügyminisztérium csapatai és a katonai akadémia hallgatói megérkeztek Bakuból.
Az alakulatokat dühöngő tömeg várta, amelyet az egyik moszkvai pártpolitikus, Grigorij Harcsenko így jellemzett később: "Bandák, amelyek bármire készek voltak, amelyek már kóstoltak vért, és tudták, hogy nincs visszaút." A tömeg Molotov-koktélokat dobott a rendőrökre és katonákra, majd kiélezett fémrudakból készített fegyvereivel megtámadta őket. Az összecsapásban nagyjából száz katona sebesült meg.

## Február 29.
Február 29-én a SZKP Központi Bizottságának Politikai Bizottsága összeült Moszkvában. A találkozó jegyzőkönyve szerint Dmitrij Jazov védelmi miniszter azonnali beavatkozást sürgetett, de Mihail Gorbacsov főtitkár tartott a fegyveres beavatkozástól. Az ülésen Gorbacsov arról beszélt, hogy a munkásosztályt kell harcba küldeni a bűnözők ellen, holott a randalírozók túlnyomó többsége maga is munkás volt. A főtitkár hosszasan értekezett arról, hogy a párt plénumán napirendre kell venni a nemzetiségi kérdést.
Sumqayıtban eközben folytatódtak az örmények elleni támadások, elsősorban a buszpályaudvartól nyugatra eső negyedben. Egy család öt tagját meggyilkolták. Végül megérkezett a városba egy jól felfegyverzett tengerészgyalogos század a Kaszpi-tengeri flotillától és egy ejtőernyős ezred. Az utóbbiak parancsnoka, Vlagyimir Krajev tábornok bevezette a statáriumot. Hangosbeszélőkön kijárási tilalmat rendeltek el 23 órától.
Négy órával a határidő előtt még mindig néhány ezer dühös fiatal tüntető volt a buszpályaudvar melletti téren. Krajev arra utasította az ejtőernyősöket, hogy vegyék be rohammal a pályaudvart. Az akcióban több azeri meghalt. Február 29-én a hivatalos veszteséglistán 32 halott szerepelt. A hatóságok négyszáz embert vettek őrizetbe.
A Lenin téri kultúrpalotában ötezer örményt helyeztek el, az épületet tengerészgyalogos kordon vette körül. Grigorij Harcsenko felkereste őket, de leütötték és túszul ejtették. Néhány kétségbeesett örmény azt követelte, hogy küldjenek repülőt értük, és csak azután engedték el Harcsenkót, hogy ígéretet kaptak kimenekítésükre. Harcsenko később arról beszélt, mennyire meglepte, hogy az örmények Oroszországba, nem pedig Örményországba akartak távozni. "Azt mondták, Örményországban senkinek nincs szüksége ránk, nem úgy gondolnak ránk, mint igazi örményekre, mi nem vagyunk igazi örmények" – emlékezett vissza a politikus.

## A pogrom után
Az összecsapásokban a hivatalos adatok szerint 26 örmény és hat azeri vesztette életét, több százan megsebesültek. Örmény források 53-ra teszik a halottak számát. A vandálok megrongáltak kétszáz lakást és felgyújtottak negyven autót. A Sumqayıtban lakó 14 ezer örmény elhagyta a várost. Az erőszak sokkolta az Azerbajdzsán más területein lakó 350 ezres örmény kisebbséget, sok ezren azonnal elhagyták az országot.
Az őrizetbe vett azeriek egy részének perét orosz bíróságok tárgyalták, hogy az igazságszolgáltatás nyugodtabb körülmények között dolgozhasson, és az örmények szabadabban tegyenek tanúvallomást. Az ügyről a sajtó csak szőrmentén számolt be, a tárgyalásokat zárt ajtók mögött tartották. A hivatalos szovjet hírügynökség, a TASZSZ első tudósításaiban "garázda elemek rendbontásának" nevezte a pogromot, és nem hozta összefüggésbe a karabahi változásokkal. Először március 1-jén ismerték el, hogy a városban kijárási tilalom van érvényben, és a zavargásokat nemzetiségi konfliktus okozta. A külföldi újságírókat, arra hivatkozva, hogy jelenlétükkel ismét felkavarnák a nacionalista érzelmeket, nem engedték a városba.
A perek májusban kezdődtek meg. Végül körülbelül nyolcvan embert ítéltek el, jóval kevesebbet, mint ahányan részt vettek a zavargásokban. Egy embert kivégeztek. Szélsőségesek Sumqayıt hősei feliratokkal tüntettek a tárgyalások idején Bakuban.

## Összeesküvés-elméletek
A pogrom után több összeesküvés-elmélet kapott lábra. Az egyik szerint az akciót a KGB szervezte, hogy ráijesszen az örményekre, és eltántorítsa őket tiltakozásaiktól. A másik teória szerint a KGB azért lépett akcióba, hogy az etnikai feszültség miatt Moszkva keményebben léphessen fel az azeriekkel és az örményekkel szemben. Mások úgy vélték, hogy a titkosszolgálat Gorbacsov peresztrojkáját akarta kisiklatni. Az azeriek között terjedő elméletek általában az örményeket tették felelőssé a pogromért.
Egy másik örmény teória szerint a pogrom mögött az azeri vezetés állt. Hegyi-Karabah washingtoni irodájának honlapján olvasható egy cikk, amely szerint Hidayət Orucov azeri író, későbbi állami vezető azt mondta néhány nappal a mészárlás előtt örményeknek, hogy „Ha nem fejezitek be a kampányotokat Hegyi-Karabah és Örményország egyesítéséért, ha nem józanodtok ki, százezer azeri tör be a házatokba a szomszédos kerületekből, felgyújtja a lakásaitokat, megerőszakolja az asszonyaitokat és megöli a gyerekeiteket.”